# 仁武劉氏新厝

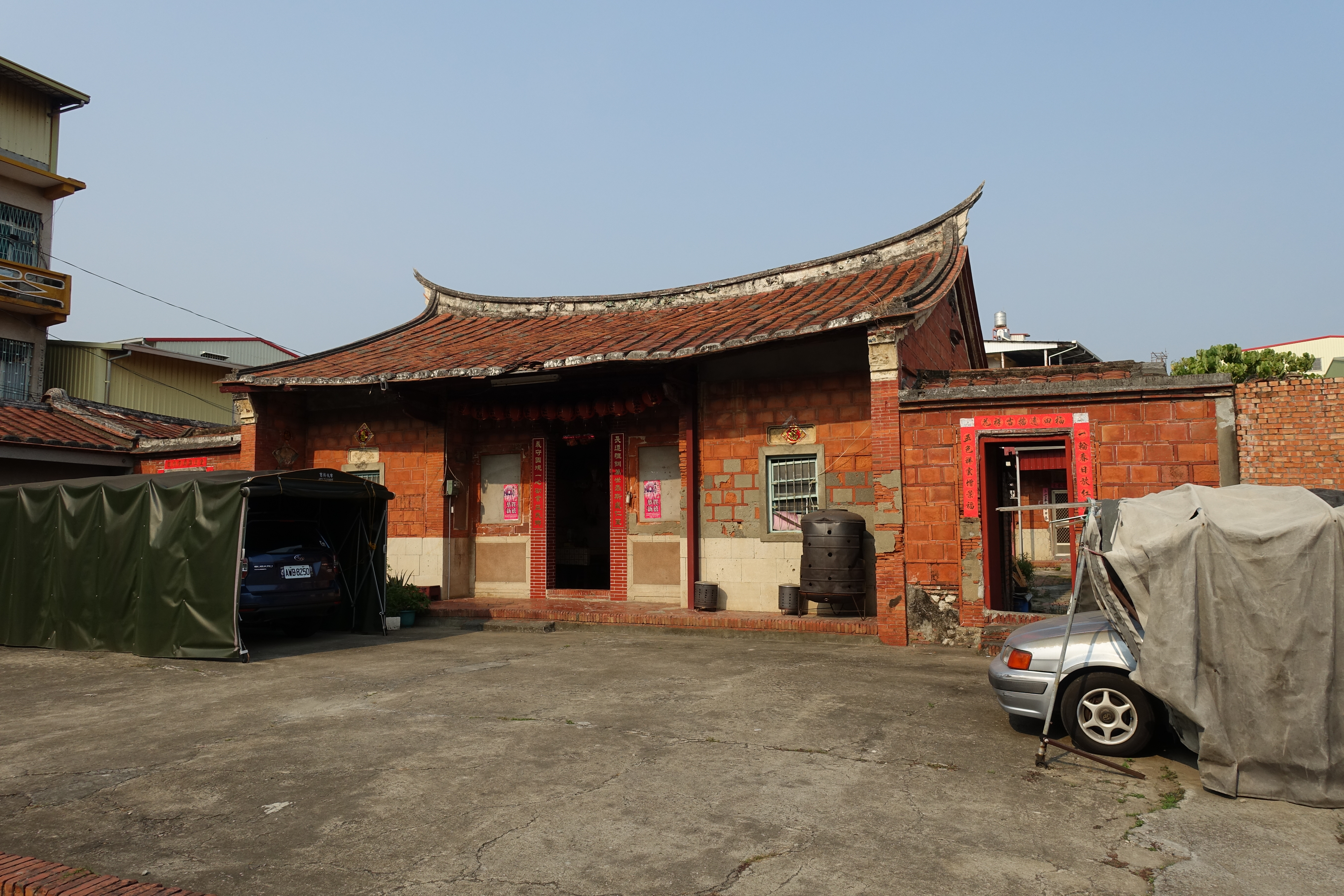
劉氏新厝原貌。

仁武劉氏新厝，或稱劉家古厝，是一棟在道光年間建於高雄仁武區仁春街的官宅，由當地劉姓宗族第五代劉長義中武舉後所建的「新厝」，在2019年遭到突襲式拆除，嚴重毀損。

## 沿革
根據劉姓族譜記載，仁武劉姓祖先原籍江南彭城（即江蘇省無錫縣）。第一代祖先劉成公生於明崇禎年間，明末時隨鄭成功來臺後即定居於仁武，是為仁武劉姓宗族之開基先祖。傳至第四代劉老公號長春，生於乾隆年間，死於道光丁酉年。他生有五個兒子，今天劉姓宗祠「長春祠」即劉老公所建，亦即舊稱的「五房」。而同是第四代劉仁公後嗣，今聚居於「中厝」，劉寧公的後代則聚居於開基祖地「頂厝」一帶。第五代劉惠公號長義，道光年間中武舉，乃另建官宅，即稱之為「新厝」。

## 建築特色

### 概述
仁武劉氏五房新厝建於道光年間（1820-1850年間），為「官宅」的型式，占地面積與建築量體皆大於一般民宅，此外在裝飾上的磚雕、泥塑、彩繪、剪粘、斗拱、燕尾脊等，皆顯得相當氣派。曾因道路拓寬之故，南側虎邊護龍部分遭到破壞。

### 平面格局
平面基本格局為「七包三」的「二進多護龍」大厝，正身第一進為三開間，但量體是整個建築群落中最高大的，屋頂為燕尾脊的型式，目前作為神明廳使用，正身與護龍則以過水廊連接。第二進面闊為七開間，明間為公媽廳。至於護龍數則因歷代增修建又或倒壞、拓寬拆除等，確切數量已難以考證，然而目前仍可見完整二護龍（內護龍）之輪廓。

### 結構、構造與材料
- 結構：其所有建築量體的屋身均為磚木造承重牆結構系統，屋頂作法則為「硬山擱檁式」，亦即以木楹直接跨於隔間與四周的承重牆上。
- 牆體：除少數經修繕或後期增建之護龍外，牆體皆為清代閩南與台灣常見的斗砌牆構造，俗稱「金包銀」。即以紅磚砌成空斗中間填入土石，隔熱效果良好，少數邊角處以實心磚砌處理。此外建築多處牆體下半部台度部分採石砌，使用高雄一帶因浮水地形而常見之珊瑚石灰岩，雕鑿精細，砌法相當多樣。
- 大木：此建築量體皆為硬山擱檁式的承重牆系統，主要明顯的大木構架系統出現在兩進明間廳堂的介屏以及過水廊的棟架，以及屋身前後方的斗拱出挑，即「出屐」。其中第一進界屏後方仍有很長的進深，屋頂做二架捲棚，亦即與上方屋面之間有作「暗厝」，過水廊亦為二架捲棚式。

### 裝飾藝術
綜觀本建築之裝飾，雖不及日治時期宅第之繁複而顯得較為簡樸，又經百年風霜造成受損或佚失，然而其涵蓋項目卻相當廣泛，舉凡木雕、磚雕、石雕、泥塑、彩繪、剪粘皆可見之。
- 木雕：本建築較為精緻之木雕出現在兩處明間廳堂界屏上皆有透空之雕刻與繁複的格櫺，第二進三關六扇門有四對「硬團螭虎團爐」雕刻。
- 磚雕：磚雕在台灣傳統漢人建築中教為少見，本案第一進正身明間的牆面上有兩堵磚雕，主體因年久風化及遭竊而佚失，然目前仍可見邊框有「窯前雕」之水草紋與蝙蝠等。關於此地周遭包含楠梓、大社、仁武一帶早期經席德進、李乾朗等人的田野調查指出約在清末至日治時期左右有磚雕匠師在此活動，其具體作品至今可見有大社許氏的古宅與墓園、楠梓天后宮等。
- 石雕：第一進正身立面不做檐廊，而做的「凹壽」處，左右各有一堵以珊瑚石灰岩雕鑿之「櫃台腳」其細部相當精緻。雖說珊瑚石灰岩在高屏一帶的民居較常出現，但多為牆面台基使用，以此石質雕鑿者可謂罕例。
- 泥塑與彩繪：第二進正身次間的窗額上各有一幅書卷造型之彩繪泥塑，書「松風」、「竹雨」，主字體亦為為立體之泥塑，旁邊則有平面的書法詩詞陪襯，卷軸上亦有螭龍浮雕，所使用的顏料為早期之礦物彩。此外第一進後方的兩堵墀頭有彩繪人物，目前虎邊那堵尚有人物等圖像殘存，畫風古樸年代應相當久遠而難能可貴。另本案泥塑最精彩之處則是第一進山牆鵝頭墜，塑有蝙蝠銜磬牌，磬牌中有老人與童子等人物尚存，周遭則環有螭龍。第一進屋頂正脊後方則可以發現泥塑之白兔，象徵多子多孫之意。
- 剪黏：剪黏作品均分布於第一進正身之墀頭與屋頂正脊，其中虎邊墀頭依稀尚存人物與「皇都城」之題材字樣。正脊則多為剪黏花草與石獅等，較特別的是所使用的瓷片有許多為青花瓷，此外更有以貝殼作為剪黏花瓣等更是全台所罕見。

### 環境特徵
建築位在傳統漢人農村聚落之中已有百年歷史，近年來周遭有許多傳統民居已紛紛改建樓房。此聚落中劉氏僅存較完整的民居中僅剩五房祖厝（長春祠）與此棟五房新厝，數年前因道路拓寬之故，南側虎邊護龍部分遭到破壞。

## 拆除爭議

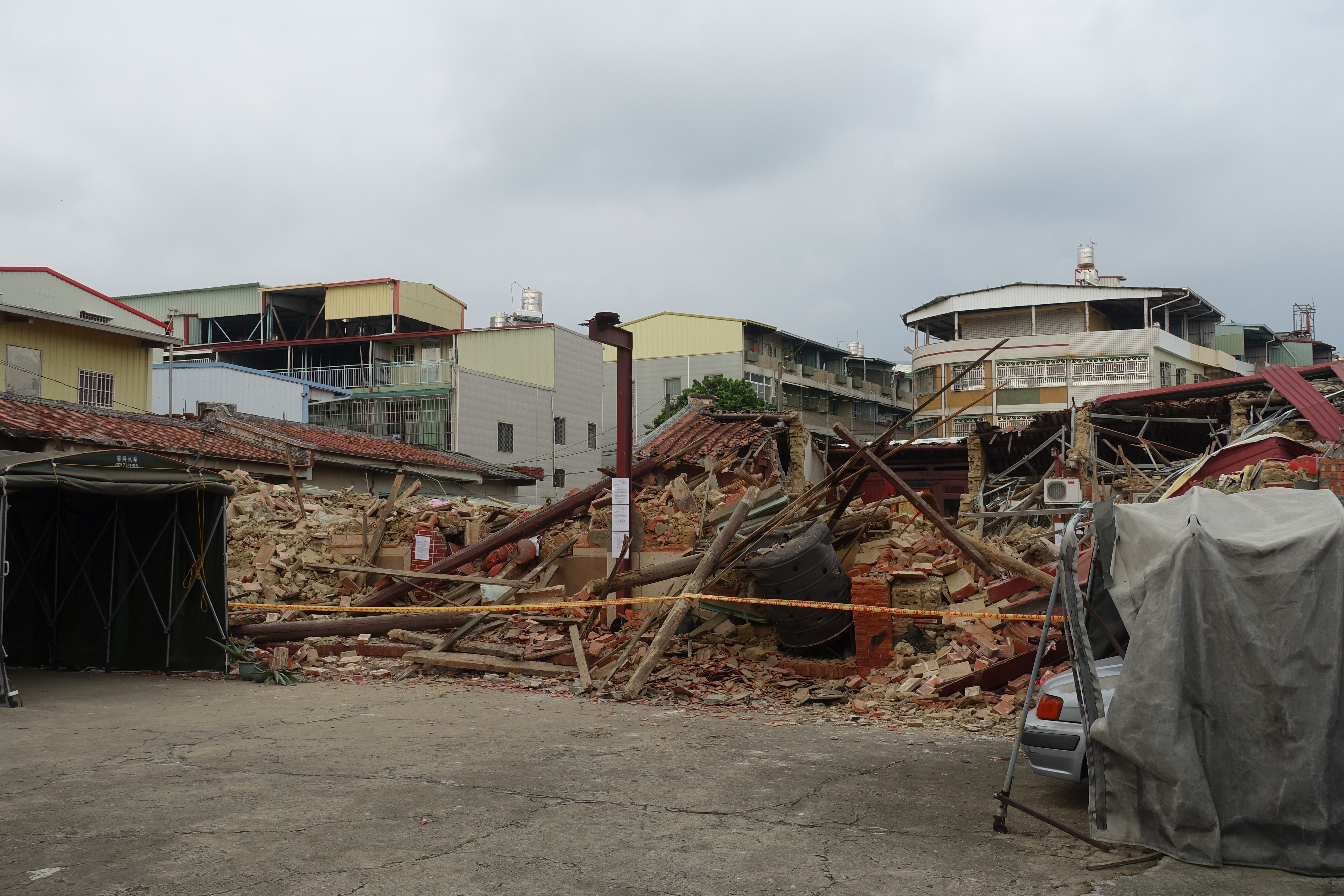
遭強拆後的劉氏新厝。

2019年時，劉家古厝後代子孫對於保存或拆除意見分歧，「劉長義祭祀公業」決議將土地賣給建商，但也有部分家族成員反對，並提報文化資產，希望古厝列入古蹟保護。高雄市文化局原排定2019年5月25日進行仁武區劉家古厝古蹟列冊會勘，未料祭祀公業前一天派出機具突襲拆屋，致使兩百年歷史的古厝成為一片廢墟，提報人發現後報警並緊急通報文化局，要求立即前往執行暫定古蹟，但文化局約一小時後才到現場，警方也推拖沒有強制執行的權力，等到停工後建築物大多已夷為平地，最具文化價值的第一進、正身、過水廊及左護龍遭夷平，僅存殘蹟，第二進正身也遭嚴重破壞。高雄市政府文化局因此於2019年5月下旬公告為暫定古蹟，並依法作後續認定及保存事宜。2020年5月22日文化局經「109年度高雄市古蹟歷史建築紀念建築及聚落建築群審議會第5次會議」決議，不予指定為古蹟或歷史建築、紀念建築。